# Oculocornia
Oculocornia là một chi nhện trong họ Linyphiidae.